# Kimberly Matula

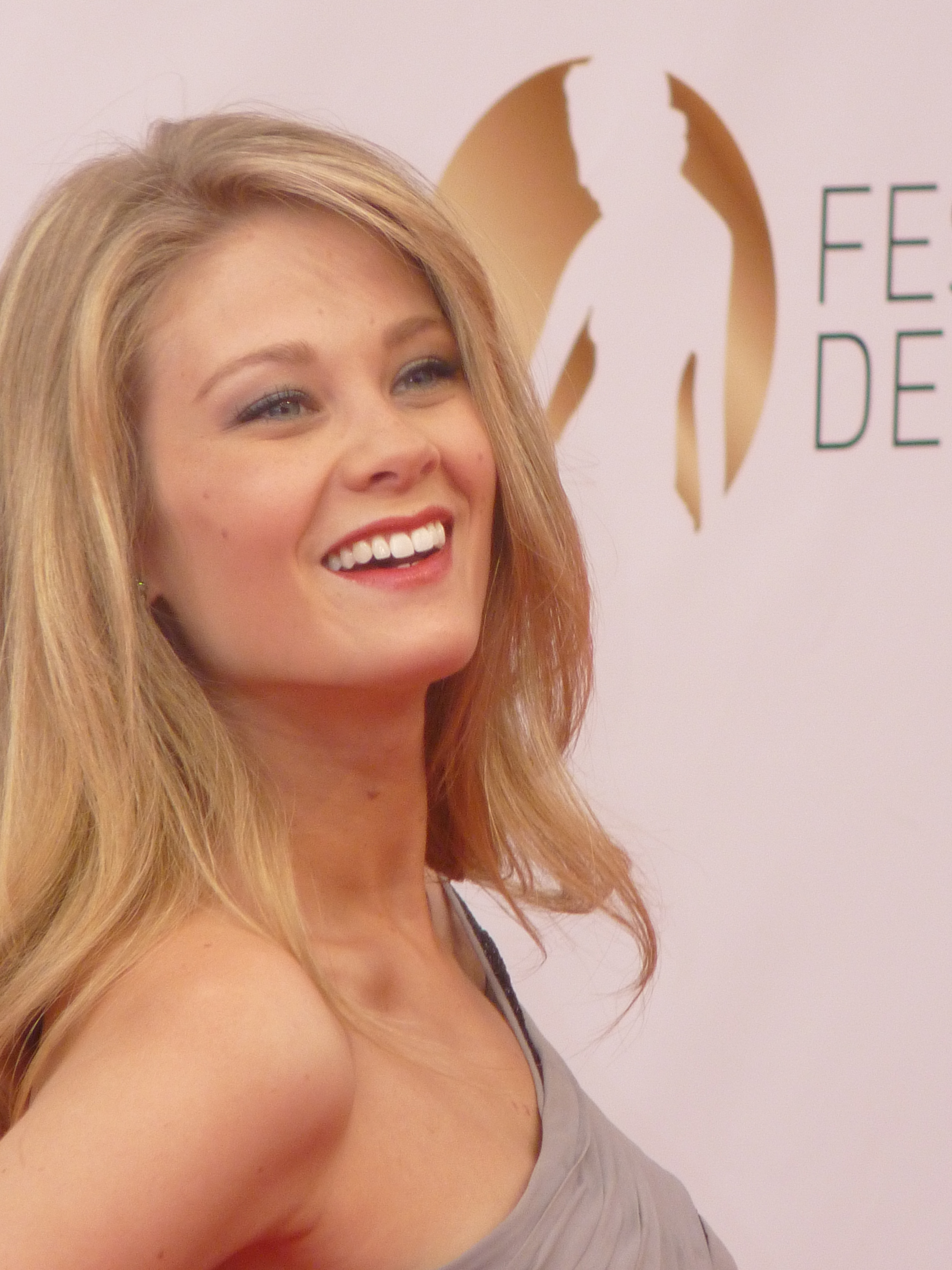
Kimberly Matula auf dem Monte-Carlo Television Festival 2012

Kimberly Marie „Kim“ Matula (* 23. August 1988 in Fort Worth, Texas) ist eine US-amerikanische Schauspielerin.

## Leben und Karriere
Matula wuchs in Texas auf und zog 2009 nach Los Angeles um, um Schauspielerin zu werden. Von 2010 bis 2014 und noch in 3 Episoden in den Folgejahren spielte sie in der Seifenoper Reich und schön die Rolle der Hope Logan. Für diese Rolle wurde sie für die 41. Daytime Emmy Awards in der Kategorie Outstanding Younger Actress in a Drama Series nominiert.

## Filmografie
- 2006: Savage Spirit
- 2008: Queen Sized – Jetzt kommt’s dicke (Queen Sized, Fernsehfilm)
- 2008: Pink (Fernsehserie, acht Folgen)
- 2009: How I Met Your Mother (Fernsehserie, eine Folge)
- 2010: Exposed (Fernsehserie, sieben Folgen)
- 2010: Crown thy Good (Kurzfilm)
- 2010: Spilt Milk
- 2010: Cool Wheels (Kurzvideo)
- 2010–2016: Reich und Schön (The Bold And The Beautiful, Fernsehserie, 906 Folgen)
- 2011: The Defenders (Fernsehserie, eine Folge)
- 2013: Jurassic Dark – Das Dinosaurier Experiment (Raptor Ranch)
- 2014: Broken Strings (Kurzfilm)
- 2014: Stranded
- 2014: Maybe Someday
- 2016: UnREAL (Fernsehserie, zehn Folgen)
- 2017: Rosewood (Fernsehserie, eine Folge)
- 2017: Teachers (Fernsehserie, zwei Folgen)
- 2018: LA to Vegas (Fernsehserie, 15 Folgen)
- 2019: Fighting with My Family
- 2021: 9-1-1: Lone Star (Fernsehserie, eine Folge)
- 2021: Leverage: Redemption (Fernsehserie, eine Folge)
- 2021: American Crime Story (Fernsehserie, eine Folge)
- 2021: The Sex Lives of College Girls (Fernsehserie, zwei Folgen)
- 2022: Atlanta Medical (The Resident, Fernsehserie, eine Folge)
- 2022: Ghosts of Christmas Always (Fernsehfilm)
- 2023: Checkin It Twice (Fernsehfilm)
- 2023: True Lies (Fernsehserie, eine Folge)
- 2023: Tapawingo
- 2024: Navy CIS (NCIS, Fernsehserie, eine Folge)
- 2024: Saturday Night
- 2024: The Finnish Line (Fernsehfilm)